# Sex, láska a tajemství
Sex, láska a tajemství (v anglickém originále Sex, Love & Secrets) je americký dramatický televizní seriál, mýdlová opera, jejímiž autory jsou Michael Gans a Richard Register. Premiérově byl vysílán v roce 2005 na stanici UPN. Celkově bylo natočeno 8 dílů, ještě během první řady ale byl z důvodu nízké sledovanosti zrušen.

## Příběh
Ve čtvrti Silver Lake v Los Angeles žije skupina mladých přátel, dvacátníků, kteří mají sex, lásku i řadu tajemství. Rockový hudebník Hank se chce oženit s novinářkou Rose, kterou ale nesnáší reklamní agentka Jolene, jež Rose obviňuje, že jí ukradla přítele Billyho, který mezitím zemřel. Vztahy jsou složité i u ostatních: vlasový stylista Charlie se vyspí s přítelkyní svého nejlepšího kamaráda Coopera, zatímco hipster Milo se stane novým spolubydlícím workoholické gynekoložky Niny.

## Obsazení
- Denise Richards jako Jolene Butlerová
- Eric Balfour jako Charlie Tibideau
- Lucas Bryant jako Milo Vanderbeer
- Lauren German jako Rose Millerová
- Omar Benson Miller jako Travis Cooper Jackson
- James Stevenson jako Hank Reed
- Tamara Taylor jako Nina Spencerová

## Seznam dílů
| Č. v seriálu | Původní název       | Český název | Režie               | Scénář                          | Premiéra v USA  | Premiéra v ČR   |
| ------------ | ------------------- | ----------- | ------------------- | ------------------------------- | --------------- | --------------- |
| 1            | Secrets             |             | David Straiton      | Michael Gans a Richard Register | 27. září 2005   | 12. března 2014 |
| 2            | Ambush              |             | David Straiton      | Michael Gans a Richard Register | 4. října 2005   | 13. března 2014 |
| 3            | Danger              |             | Allison Liddi-Brown | Daniel Cerone                   | 11. října 2005  | 14. března 2014 |
| 4            | Molting             |             | Michael Fields      | Alysa Sun a Elle Triedman       | 18. října 2005  | 17. března 2014 |
| 5            | Territorial Defense |             | Bethany Rooney      | Jennifer Cecil                  | nebylo vysíláno | 18. března 2014 |
| 6            | Fear                |             | Michael Fields      | Michael Gans a Richard Register | nebylo vysíláno | 19. března 2014 |
| 7            | Abandonment         |             | Nick Marck          | Michael Platt a Barry Safchik   | nebylo vysíláno | 20. března 2014 |
| 8            | Protection          |             | Rachel Talalay      | Jessica Ball                    | nebylo vysíláno | 21. března 2014 |